# Premis Cinematogràfics José María Forqué
Els Premis Cinematogràfics José María Forqué van ser creats el 1996 per l'Entitat de Gestió de Drets d'Autor dels Productors Audiovisuals (EGEDA) per a honrar la memòria de José María Forqué, figura fonamental en la cinematografia espanyola i primer president d'EGEDA.
Aquests premis tenen entre els seus objectius fonamentals contribuir a la promoció del sector audiovisual espanyol, premiant la pel·lícula amb majors valors tècnics i artístics d'entre les estrenades cada any a Espanya. Com que són concedits per una associació de productors cinematogràfics, són considerats com uns guardons de la indústria del cinema.

## Bases
Poden optar als premis totes les pel·lícules espanyoles de llargmetratge (ficció, documental i animació) que hagin estat estrenades en sales a Espanya en el període que es fixa en les bases del premi, entre l'1 de gener i el 31 de desembre de l'any anterior.

## Història
La primer entrega es va celebrar a l'Ateneo de Madrid l'abril de 1996. Només es va premiar al millor llargmetratge espanyol i el guanyador va ser Nadie hablará de nosotras cuando hayamos muerto, dirigida per Agustín Díaz Yanes En les set primeres edicions només es entregar el guardó al millor llargmetratge. Des de la VIII edició, el maig de 2003 es van incorporar la Medalla d'Or de EGEDA a la trajectòria d'un productor al cinema espanyol i el Premi Especial EGEDA al millor llargmetratge documental i/o d'animació. En la XV edició, el gener de 2010, s'hi van incorporar els Premis a la millor interpretació masculina i femenina. I des de la XIX edició el 2014 també s'entrega el premi a la millor pel·lícula iberoamericana. Des de la XXII edició també s'atorga el premi al cinema i educació en valors.